# François (walc)
François – polski walc skomponowany w 1905 roku przez Adama Józefa Karasińskiego. Piosenka pochodziła z repertuaru Toli Mankiewiczówny, która wykonywała ją w teatrze Morskie Oko w Wielkiej Rewii (1934 rok). Utwór śpiewali również m.in. Adam Wysocki, Jan Ciżyński, Tadeusz Faliszewski,  Mieczysław Fogg, Marta Mirska, oraz Irena Santor.

## Historia
Walc François powstał na przyjęciu towarzyskim muzyka Franciszka Brzezińskiego w 1905 roku jako utwór dedykowany gospodarzowi. Był pierwszym utworem w historii polskiej muzyki rozrywkowej, który zdobył międzynarodową popularność. Został wydany w Londynie i Wiedniu.
Po śmierci kompozytora utwór został na nowo opracowany przez jego syna, Zygmunta Karasińskiego. Słowa piosenki napisał Andrzej Włast, który zadedykował je Toli Mankiewiczównie.
W 1975 roku wykorzystał go Tadeusz Kantor w spektaklu Umarła klasa. Dramatyczna wersja walca François orkiestry p/k Jerzego Gerta rozpoczyna film ESD z 1986. W 1997 utwór został wykorzystany w serialu Boża podszewka.